# Manuels de confesseurs (Moyen Âge)
Les manuels de confesseurs, sommes de confesseurs ou encore de confession (en latin summae confessorum, summae confessionis, summae casibus, confessionalia) sont, au Moyen Âge, des ouvrages dont le but est de servir de modes d'emploi aux prêtres et aux religieux des ordres mendiants chargés d'entendre la confession des péchés. Il s’agit d’une littérature qui naît à la fin du XIIe siècle et qui inculque non seulement un savoir doctrinal sur le sacrement de confession et de pénitence, mais aussi des techniques d’interrogatoire pour conduire le pécheur à avouer ses fautes.

## Les origines (v. 1150 - v. 1220)
Les historiens ont souligné qu'il existait une continuité entre les « sommes de confesseurs » et les « pénitentiels » (libri paenitentiales), c'est-à-dire des livrets à l'usage des confesseurs importés par les moines irlandais au VIIe siècle. En outre, les premiers manuels de confesseurs connus - on peut penser au Penitentiale de l’évêque Barthélémy d’Exeter, écrit entre 1155 et 1170 - contiennent de nombreux canons pénitentiels puisés chez les canonistes des XIe et XIIe siècles, tels Burchard de Worms (auteur du Corrector sive Medicus, composé entre 1008 et 1012, et qui s'inspire de la collection canonique de l’abbé Réginon de Prüm écrite à la fin du IXe siècle), Yves de Chartres (évêque et canoniste du début du XIIe siècle) et Gratien dans son Décret. L’Homo quidam, composé entre 1155 et 1165, cite, lui aussi, abondamment le Décret de Burchard de Worms. Il montre bien que la séparation entre une pénitence fondée sur la « satisfaction » (c’est-à-dire sur la réparation de la faute, par l'aumône ou par un acte de pénitence) et une pénitence fondée sur la « contrition » (c'est-à-dire sur le regret sincère de la faute), ne doit pas être exagérée. En effet, d'une part, les « pénitentiels » du Haut Moyen Âge n’empêchaient pas la contrition et n’éludaient pas l’intention du pécheur au profit de son seul acte. D'autre part, les manuels de confesseurs de la fin du XIIe siècle et du début du XIIIe siècle mettent moins l’accent sur la contrition qu’ils n’exaltent le rôle du prêtre.
C'est d'ailleurs en cela que les « manuels de confesseurs » constituent un genre nouveau, à part entière. Le prêtre, en effet, n’a plus à prendre acte d’une réconciliation déjà acquise par le repentir ; il est désormais l’agent actif de la réconciliation entre le pécheur et Dieu et il est le dispensateur direct de la grâce. Par exemple, le Liber Poenitentialis d’Alain de Lille, dédié à l’archevêque Henri de Bourges (1191-1199), met fin à la logique de la tarification qui était au fondement des « pénitentiels » (selon laquelle tel « tarif » était fixé pour telle faute), pour y substituer celle de l’arbitrium du confesseur (c'est-à-dire du choix libre du confesseur). Ce manuel a été explicitement écrit pour que le prêtre, défini par Alain de Lille comme le « médecin » de la vie spirituelle, soit capable d’apprécier avec exactitude la faute et puisse lui-même déterminer la pénitence appropriée. Une vingtaine d’années plus tard, la Summa confessorum de Thomas de Chobham, la plus copiée et la plus utilisée de toutes les sommes de confesseurs du Moyen Âge, consacre presque l’intégralité de son cinquième livre au « pouvoir des clefs » du prêtre et à son bon usage, c’est-à-dire à la manière dont il doit procéder pour donner l'absolution.

## Le questionnaire du confesseur ou comment faire avouer la faute

### LesSept péchés capitauxet lesDix Commandements
C’est en suivant un questionnaire que le confesseur traque les fautes les plus secrètes du pénitent. Composé dans les années 1220 pour guider les premiers confesseurs dominicains, le Cum ad sacerdotem, par exemple, est un livret dont l’interrogatoire se structure autour des sept péchés capitaux (superbia, invidia, ira, acidia, avaritia, gula, luxuria), puis du Décalogue. Dans ce petit manuel, on relève d’ailleurs l’influence de Réginon de Prüm, puisque celui-ci avait nettement formalisé le lien entre la pénitence et les péchés capitaux (à l’époque, ils étaient au nombre de huit), que Burchard de Worms avait ensuite repris dans son Decretum, au début du XIe siècle.
Encore rare dans le premier quart du XIIIe siècle, cette "grille" suivie par le confesseur se généralise rapidement. Les péchés ne sont donc plus ordonnés en fonction de leurs effets extérieurs, mais en fonction de leur rapport aux grandes classifications chrétiennes des péchés. Et le confesseur, lui, est érigé en instance de contrôle moral beaucoup plus qu’en gardien de l’ordre social. Comme l’écrivent Silvana Vecchio et Carla Casagrande : « Ce qui en ressort profondément transformé, c’est avant tout le concept même de péché, à présent définissable exclusivement en rapport avec une obligation ou un interdit divin explicite », et non en rapport avec les dynamiques psychologiques qui conduisent à la faute.
Dans la somme préparée, probablement à la demande de saint Dominique, en vue d'être diffusée à l'occasion du chapitre général de l’Ordre des Prêcheurs de 1221, le dominicain Paul de Hongrie organise l'accusation des fautes selon l'ordre des péchés capitaux, auxquels sont rapportées les fautes dérivées, puis des vertus cardinales auxquelles sont associés les péchés contraires. L’évêque de Lincoln Robert Grosseteste (1235-1253) construit, lui aussi, autour des sept péchés capitaux commis in corde, in ore, ou in ommissione (dans le cœur, par la bouche, par négligence) l’interrogatoire d’un petit livre de confesseur. Il dresse ainsi une liste de questions pratiques que le confesseur doit suivre à la lettre.
Tout à la fin du XIIIe siècle, Jean d’Erfurt calque encore l’examen de conscience conduit par le prêtre sur l’ordre des sept péchés capitaux puis, dans un second temps, sur celui des Dix Commandements. Dans le livre I de la Summa Astensis composée en 1317 également par un Franciscain, le Décalogue est un moyen commode de mener l’examen de conscience, car, comme l’écrit Pierre Michaud-Quantin, « les confesseurs sentent […] le besoin d’avoir une échelle des fautes et des peines à laquelle se reporter pour déterminer la satisfaction qu’ils enjoindront, en dehors des sanctions éventuellement promulguées contre certains pécheurs par le droit canonique ».

### Le statut social de l’individu et les circonstances du péché
Une évolution se dessine cependant dès le deuxième quart du XIIIe siècle : tout en contenant des interrogatoires-types, les manuels de confesseurs portent en effet une attention accrue aux problèmes réels et singuliers de chaque pénitent . Dans les trois derniers livres de son Liber poenitentiarius composé entre 1245 et 1250, le chanoine Jean de Dieu passe ainsi en revue les différents états de vie (status) auxquels le prêtre doit adapter ses questions. Quelques années auparavant, Thomas de Chobham avait consacré un livre entier de sa Somme à l’accueil des pénitents selon leur « état » social. Et bien plus tard (mi-XIVe siècle), le manuel de confesseurs anglais intitulé Memoriale presbiterorum est découpé selon divers statuts socio-professionnels (sénéchaux, baillis, avocats, procureurs, paysans etc.). Le confesseur est donc averti : il devra adapter son interrogatoire aux activités et à l’ethos du pécheur qu’il entend.
Outre les statuts sociaux, ce sont aussi les circonstances du péché qui désormais retiennent l’attention du confesseur. Dès les années 1220, l’interrogatoire se structure autour des circonstances du péché, comme en témoigne le Cum ad sacerdotem. Pensons aussi à ce guide de l’art d’écouter les confessions ajouté aux statuts synodaux de Worcester en 1240, dont l’auteur est l’évêque Walter de Cantilupe (1235/37-1266), et qui s’adresse directement aux prêtres du diocèse. Il débute avec une discussion sur les Dix Commandements et leur transgression, se prolonge avec la présentation des sept péchés capitaux et se termine par des questions permettant de mieux cerner les circonstances du péché : qui, quoi, où, avec qui, pourquoi, comment, et quand.
Soulignant la différence avec les libri paenitentiales du Haut Moyen Âge et ceux du XIIIe siècle, Jean Longère conclut : « On continue certes d’apporter grande attention à la loi objective, mais la casuistique naissante introduit d’autres facteurs, la responsabilité est davantage personnalisée. Si le devoir d’obéissance à la règle demeure, on considère désormais avec plus d’attention la qualité du sujet, les circonstances de ses actes, le repentir manifesté, et, dans une moindre mesure, l’intention et le consentement intérieur. »

## Les manuels de confesseur après 1230: l'influence croissante du droit canonique

### Les premiers "cas de conscience"
Dans la seconde moitié du XIIIe siècle, apparaissent les premières listes de « cas de conscience » (casus conscientie). Pierre Michaud-Quantin définit ainsi cette nouvelle génération de manuels de confesseurs : « Les ouvrages pénitentiels contiennent des cas de ‘conscience’, ce déterminatif visant à les distinguer des cas juridiques purs qui restent un moyen d’enseignement normal en droit ; dès le milieu du XIIIe siècle ces cas de conscience sont groupés en recueils spéciaux qui se composent simplement d’une suite de problèmes juridico-moraux et de leur discussion, ils sont ainsi offerts juxtaposés sans être précédés d’une introduction générale ou repris dans une conclusion et sans liaison entre eux ; de plus, et sur ce point ils se distinguent des casus des juristes, qui sont organisés selon le plan d’ensemble des compilations de textes de droit, ils sont présentés sans aucun ordre logique ».
Ce changement important est toutefois lié à la place du droit canonique dans l’économie de la pénitence. Un exemple emblématique est celui de la collection de casus assortis de leurs solutions du franciscain Clair de Florence (dont on ne sait presque rien si ce n’est qu’il fut pénitencier papal, actif entre 1243 et 1261). Son recueil de cas conscience est formellement dépendant du modèle scolastique (puisqu’on y retrouve une manière de structurer le raisonnement dialectique, scandé par utrum… respondeo… sed… unde) et, à chaque fois, il livre une réponse normative à la question pratique que se pose le confesseur.

### L'exemple deRaymond de Peñafort: une Somme de cas très marquée par le droit
Raymond de Peñafort fait subir une inflexion majeure au genre lorsqu’il lui applique la technique casuistique venue de la théologie, mais aussi du droit. Alors que les sommes et les manuels du premier tiers du XIIIe siècle étaient surtout empreints de théologie morale (c’est-à-dire d’une théorie du péché), ils sont ensuite structurés par des rubriques et des casus issus du droit canonique. La Summa de casibus poenitentiae (aussi dite Summa casuum) de Raymond de Peñafort, lui aussi pénitencier papal, a sans doute joué un rôle capital dans ce mouvement de « juridisation » des manuels de confesseurs. C’est en effet dans le Décret de Gratien qu’il trouve les dispositions juridiques et la matière des exhortations et conseils qu’il donne aux confesseurs. Sur les vingt-quatre rubriques des deux premiers livres (la Summa casuum en contient quatre, dont le dernier sur le mariage a été ajouté ultérieurement), vingt-trois portent le même titre que des rubriques des Décrétales. Raymond apporte ainsi aux confesseurs un instrument qui se plie aux nouveautés du droit canonique et se déploie par casus, ceux-ci étant eux-mêmes fondés sur les textes législatifs des compilations en usage.
Le succès de la Somme de Raymond ne se dément pas jusqu’à la chanière des XIIIe-XIVe siècles. La plupart des auteurs se contentent en effet d’adapter sa Somme qui consiste dans « l’application du droit canonique aux problèmes que rencontre le prêtre comme juge au ‘tribunal de la pénitence’ ». Le manuel de confesseur du cardinal pénitencier Bérenger Frédol, par exemple, est suivi d’une compilation des quatre premiers livres de la Summa de casibus poenitentiae, dont il ne retient cependant que les chapitres concernant les laïcs (il laisse donc volontairement de côté tout ce qui regarde les clercs). 

### La Somme du Dominicain Jean de Fribourg (finXIIIesiècle)
Le prieur dominicain allemand Jean de Fribourg veut, lui aussi, faciliter l’usage de la Summa de Raymond. Il la munit donc de compléments pour en assurer la mise à jour juridique, puis lui adjoint un index alphabétique. L’ensemble est intitulé Libellus quaestionum casualium. Puis en 1290, il commence sa propre Summa confessorum, qu’il étoffe en 1298 par des Statuta contenant les dispositions nouvelles apportées par le Sexte. Il structure cette somme au moyen des mêmes livres et des mêmes rubriques qui formaient l’ossature de celle de Raymond, mais il emprunte aussi à la Glose ordinaire de Bernard de Parme, aux commentaires aux Décrétales d’Innocent IV et de l’Hostiensis ainsi qu’aux théologiens Thomas d’Aquin et Pierre de Tarentaise, sous la houlette desquels il étudia peut-être. 
Chaque titre de chaque livre de sa Summa se subdivise en quaestiones, chaque quaestio se décline en casus y répondant et ces casus s’accompagnent éventuellement d’allégations (c'est-à-dire de références au droit canonique). Pour Jean de Fribourg aussi, « un manuel de pastorale pénitentielle est essentiellement un exposé des cas qui peuvent se présenter au confesseur dans l’exercice de son ministère, des solutions qu’ils appellent dans cette juridiction du for interne ». Il va donc jusqu’à traiter de certains cas qu’un prêtre ne rencontrait qu’exceptionnellement, ce qui n’est pas sans faire écho aux cas-limites que se donnaient, à la même époque, les juristes. 
Dans le guide pratique intitulé Confessionale qu’il rédige à l’attention des confesseurs quelque temps après, Jean de Fribourg se contente d’ailleurs de renvoyer à sa Somme tous ceux qui souhaiteraient travailler à partir d’un éventail plus large de cas. Sa Somme est sans conteste celle qui aura le plus d’influence au XIVe siècle comme en témoignent ses différentes traductions vernaculaires, abréviations, et adaptations. Celle, notamment, qu’en donne Berthold, son successeur à la tête du couvent dominicain de Fribourg, classe les matières traitées dans l’ordre alphabétique et renvoie chaque casus présenté au droit canonique. 

### Le triomphe de la casuistique?
Cette substitution de l’ordre alphabétique à la logique thématique jusqu’ici dominante se repérait déjà dans la Summa de iure canonico de Monaldo da Capodistria, rédigée peu avant le concile de Lyon II (v. 1270), mais elle est pleinement acquise au XIVe siècle. C'est ainsi que vers 1338, la Summa de casibus conscientiae du lecteur dominicain Barthélémy de Pise présente sous forme alphabétique chacune des notions importantes – majoritairement issues du droit canonique –, pour ensuite leur associer les dispositions afférentes ainsi que leurs possibles transgressions. 
La somme de cas a donc cessé d’être le guide pour l’administration du sacrement de pénitence qu’elle était à l’origine. Il existe désormais une science casuistique, subordonnée au droit canonique et à la théologie morale, enseignée dans certains monastères et dont les synodes diocésains se réclament. Les manuels de confesseurs ont finalement laissé place à des sommes de cas empreintes de droit canonique et, jusqu'au XVIIe siècle, le droit tend à supplanter la théologie sacramentelle dans la compréhension du péché. 